# Малышенское сельское поселение
Малышенское се́льское поселе́ние — упразднённое муниципальное образование в Голышмановском районе Тюменской области Российской Федерации.
Административный центр — село Малышенка.

## История
Статус и границы сельского поселения установлены Законом Тюменской области от 5 ноября 2004 года № 263 «Об установлении границ муниципальных образований Тюменской области и наделении их статусом муниципального района, городского округа и сельского поселения».

## Население
| 2010  | 2011  | 2012  | 2013  | 2014  | 2015  | 2016  |
| ----- | ----- | ----- | ----- | ----- | ----- | ----- |
| 1234  | ↘1232 | ↘1201 | ↘1179 | ↘1143 | ↘1136 | ↗1139 |
| 2017  | 2018  | 2019  |       |       |       |       |
| ↘1121 | ↘1102 | ↘1100 |       |       |       |       |

## Состав сельского поселения
| № | Населённый пункт | Тип населённого пункта       | Население |
| - | ---------------- | ---------------------------- | --------- |
| 1 | Малышенка        | село, административный центр | 858       |
| 2 | Михайловка       | деревня                      | 143       |
| 3 | Мокрушина        | деревня                      | 64        |
| 4 | Одина            | деревня                      | 29        |
| 5 | Русакова         | деревня                      | 104       |
| 6 | Свинина          | деревня                      | 36        |